# Communistische Partij van Oezbekistan
De Communistische Partij van Oezbekistan (Russisch: Коммунистическая партия Узбекистана), voorheen bekend als Communistische Partij van (bolsjewiek) Oezbekistan was de regerende communistische partij van de Oezbeekse Socialistische Sovjetrepubliek en deel van de Communistische Partij van de Sovjet-Unie.
In 1991 werd de partij hernoemd tot de Democratische Volkspartij van Oezbekistan. De Communistische Partij van Oezbekistan uit 1994 ziet zichzelf als de voortzetter van de partij.